# Cronstedt
Cronstedt är en svensk-finsk adelsätt, varav en adopterad gren fortlever. Grenar har erhållit friherrlig och grevlig rang.

## Historia
Ättens stamfar var rådmannen i Gävle Peder Hansson († 1612), vars sonson direktör Mårten Gavelius (1638-1709) av släkten Gavelius adlades med namnet Cronstedt den 17 december 1686 och introducerades på Riddarhuset den 6 februari 1689 med nr 1104. Ätten delade ursprung med Cederschiöld, von Gavel och Adelstierna. Mårten Gavelius Cronstedt var gift med Anna Gerdes, dotter till handelsmannen Johan Gerdt Gerdes i Stockholm som också är stamfader för den adliga ätten Gerdesköld och hans hustru Anna Simonsdotter Depken, av samma släkt som Claes Depken.
Mårten Gavelius Cronstedt och Anna Gerdes fick inga barn. Detta var emellertid hennes andra äktenskap. Tidigare hade hon varit gift med handelsmannen Anders Olderman från Rostock som också var föreståndare för Tyska kyrkan i Stockholm. Hennes barn från första äktenskapet adlades och adopterades på styvfaderns namn och nummer. Dottern Christina gifte sig von Strokirch och dottern Anna Elisabeth blev stammoder till ätten Mannerheim. Äldste sonen Johan Cronstedt var prost och professor vid Uppsala universitet, gift med en dotter till ärkebiskop Olaus Swebilius men alla deras barn avled i unga år.
En yngre bror, Gabriel Cronstedt, var generallöjtnant. Han hade 25 barn med sina två hustrur. Den första hustrun var Brita Österling vars mor var dotter till Carolus Lithman och tillhörde Bureätten och den andra hustrun var svägerskans brorsdotter Elisabeth Adlerberg, en ättling till ärkebiskop Olaus Swebilius. Döttrar i första äktenskapet gifte sig Adlerhielm, Breitholtz och Planting-Berglood. En dotter i andra äktenskapet gifte sig Cederström. De många barnen till trots fortlevde ätten på svärdssidan endast med fem söner från andra äktenskapet.
Johan och Gabriel Cronstedt hade två bröder till, Jacob och Carl Cronstedt. Carl Cronstedt blev friherre 1718 och introducerades år 1719 på nummer 136. Hans hustru Elisabeth Arnell var dotter till superintendenten Jonas Laurentii Arnell och Helena Adlerberg. Döttrarna gifte sig Siöblad, Funck och Cederström. En äldre son, Jonas Cronstedt till Gäddeholm var generallöjtnant och gift med en Yxkull men grenen fortlevde inte ytterligare en generation. En bror till honom, Fredrik Cronstedt till Gäddeholm och Aggarö, var kammarherre och hovrättsråd och gift med en dotter till Carl Lagerberg och Hedvig Catharina Danckwardt-Lillieström. De fick flera kognatiska ättlingar, men deras friherrliga ätt slocknade på svärdssidan med en son, Carl Fredrik Cronstedt år 1834.
Jacob Cronstedt, nämnd ovan, upphöjdes till friherre 1719 och introducerades på nummer 151, och till greve år 1731 och introducerades på nummer 83 varmed friherrliga ätten 151 blev utgången. Jacob Cronstedt var gift med en dotter till landshövding Jacob Grundel och dennes hustru De Besche. Deras enda barn var Carl Johan Cronstedt, gift med en dotter till Swen Lagerberg och friherrinnan Wellingk, från vilka den ännu fortlevande grevliga ätten härstammar.
Cronstedt är upptagen på Finlands riddarhus.

## Personer ur ätten

### Alfabetiskt ordnade
- August Cronstedt (1819–1903), kommendör
- Axel Fredrik Cronstedt (1722–1765), kemist, mineralog och metallurg
- Carl Cronstedt (1672–1750), generallöjtnant
- Carl Johan Cronstedt (1709–1779), arkitekt, uppfinnare och vetenskapsman
- Carl Olof Cronstedt (1756–1820), finlandssvensk viceamiral och landsförrädare
- Carl Olof Cronstedt d.y. (1800–1883), finländskt geheimeråd
- Claes August Cronstedt (1785–1860), amiral och adjutant hos Karl XIV Johan
- Dagmar Cronstedt (1919–2006), medverkande i tysk radio under andra världskriget
- Einar Cronstedt (född 1966), friidrottare, mångkampare
- Fredrik Cronstedt (1807–1869), svensk landshövding
- Fredrik Adolf Ulrik Cronstedt (1744–1829), landshövding och konstnär
- Gabriel Cronstedt (1670–1757), militär
- Jakob Cronstedt (1668–1751), landshövding, riksråd
- Johan Adam Cronstedt (1749–1836), generallöjtnant
- Louis Cronstedt (1894–1959), svensk friherre och läkare
- Nils August Cronstedt (1753–1835), generalmajor, chef för krigshögskolan vid Karlberg
- Rudolf Cronstedt (1826–1903), svensk ingenjör
- Sigge Cronstedt (1869–1958), svensk arkitekt

### Kronologiskt ordnade
- Jakob Cronstedt (1668–1751), landshövding, riksråd
- Gabriel Cronstedt (1670–1757), militär
- Carl Cronstedt (1672–1750), generallöjtnant
- Carl Johan Cronstedt (1709–1779), arkitekt, uppfinnare och vetenskapsman
- Axel Fredrik Cronstedt (1722–1765), kemist, mineralog och metallurg
- Fredrik Adolf Ulrik Cronstedt (1744–1829), landshövding och konstnär
- Johan Adam Cronstedt (1749–1836), generallöjtnant
- Nils August Cronstedt (1753–1835), generalmajor, chef för krigshögskolan vid Karlberg
- Carl Olof Cronstedt (1756–1820), finlandssvensk viceamiral
- Claes August Cronstedt (1785–1860), amiral och adjutant hos Karl XIV Johan
- Carl Olof Cronstedt d.y. (1800–1883), finländskt geheimeråd
- Fredrik Cronstedt (1807–1869), svensk landshövding
- Johan Adam Cronstedt[3] (1811–1863), svensk militär och tecknare
- August Cronstedt (1819–1903), svensk greve och kommendör
- Rudolf Cronstedt (1826–1903), svensk ingenjör
- Sigge Cronstedt (1869–1958), svensk arkitekt
- Louis Cronstedt (1894–1959), svensk friherre och läkare
- Dagmar Cronstedt (1919–2006), medverkande i tysk radio under andra världskriget
- Einar Cronstedt (född 1966), friidrottare, mångkampare
- Adam Cronstedt (född 1995), filmregissör